# Морфонтонский договор
Морфонто́нский догово́р (также известный как Морфонтенский договор, Морфонтенский трактат, Мортефонтенский договор, Американо-французский договор 1800 года, Конвенция 1800) — документ подписанный представителями Соединённых Штатов Америки и Франции 30 сентября 1800 года во французском городке Морфонтон в имении будущего короля Испании Жозефа Бонапарта (старшего брата Наполеона), который входил в состав французской делегации.
Договор положил конец Квазивойне на море (в основном в Карибском бассейне) между Соединёнными Штатами и Французской республикой, происходившей в период с 1798 по 1800 год в ходе Войны второй коалиции. Однако Морфонтонский мирный договор не смог решить проблему компенсации (около 3,75 миллионов долларов США), которую требовали американские судовладельцы за убытки, понесённые ими из-за нападений ВМС Франции на их корабли, и поэтому договор не был одобрен Конгрессом США вплоть до 1801 года. Точка в вопросе о компенсациях была поставлена, когда руководство Соединённых Штатов приняло долговые обязательства на себя, за что французская сторона пообещала продать территорию нынешнего штата Луизиана (покупка состоялась два года спустя).